# Tyler Hemming
Tyler Hemming (London, 9 maggio 1985) è un ex calciatore canadese, di ruolo centrocampista.